# Christian Gläser
Christian Gläser (* 25. September 1966) ist ein deutscher Politiker (CDU). Er gehörte von 2012 bis 2017 dem Landtag des Saarlandes an.
Nachdem er 1988 sein Abitur an der Christopherusschule Obersalzberg in Berchtesgaden ablegte, studierte Gläser Rechtswissenschaften in Saarbrücken und Passau und erreichte dadurch das erste juristische Staatsexamen. Bei einem Referendardienst in Bayern erreichte er das zweite juristische Staatsexamen, daraufhin war er in einer Passauer Rechtsanwaltskanzlei und bei den italienischen Großbanken Banca Commerciale Italiana und IntesaBci in Piacenza und Mailand tätig. Nach der Zulassung als Rechtsanwalt war er von 2003 bis 2006 Referent im wissenschaftlichen Dienst der saarländischen CDU-Landtagsfraktion. Danach war er bis 2008 Büroleiter der Vorsitzenden (Peter Hans bzw. Jürgen Schreier), danach persönlicher Referent und Pressesprecher des Wirtschafts- und Wissenschaftsministers Joachim Rippel und bis 2012 Beamter im Ministerium für Wirtschaft und Wissenschaft und im Ministerium für Inneres, Kultur und Europa.
Gläser trat 1989 der CDU bei, ein Jahr später auch der Jungen Union. Von 1990 bis 1993 war er Vorsitzender des JU-Stadtverbandes Homburg, von 2002 bis 2008 Vorsitzender des CDU-Ortsverbandes Homburg-Mitte. Zwischen 2007 und 2015 stand er dem CDU-Stadtverbande Homburg vor, 2011 wurde er zum stellvertretenden Kreisvorsitzenden der CDU im Saarpfalz-Kreis gewählt. Von 1994 bis 1995 und von 2004 bis 2014 gehört er dem Homburger Stadtrat an, zwischen 2008 und 2014 war er dort Vorsitzender der CDU-Fraktion. Zur Kommunalwahl 2014 wechselte Gläser in den Kreistag des Saarpfalzs-Kreises. Bei der Landtagswahl 2012 trat er zunächst erfolglos auf der Wahlkreisliste Neunkirchen für ein Landtagsmandat an. Nach dem Mandatsverzicht von Gaby Schäfer zog er am 10. Mai 2012 schließlich doch in den Landtag ein.